# Campionato francese di Formula 4
Il Campionato francese di Formula 4, denominato in precedenza Formula Renault Campus France, Formula Campus, Formul'Academy Euro Series, F4 Eurocup 1.6 è stato inaugurato nel 1993 da Louis Drouet. Dal 2018 la serie segue i regolamenti della FIA Formula 4, ed è organizzata in collaborazione con la Fédération Française du Sport Automobile (FFSA). Diversi piloti di F1 sono passati da questa categoria, come Stoffel Vandoorne, Franck Montagny e Jean-Éric Vergne due volte campione della Formula E.

## Regolamento
Il programma dell'evento di solito si svolge in tre giorni (normalmente dal venerdì alla domenica) con prove o sessioni di prove libere il primo giorno, una sessione di qualificazione e una gara di 25 minuti nel secondo giorno. Nella terza giornata si svolge una seconda gara che dura 25 minuti. La sessione di qualifiche determina l'ordine di partenza per la prima gara e l'ordine dei giri più veloci determina la griglia per la seconda gara.
I punti vengono assegnati ai primi dieci classificati di ogni gara nel seguente ordine:
| Position | 1st | 2nd | 3rd | 4th | 5th | 6th | 7th | 8th | 9th | 10th | Pole | Fastest Lap |
| Points   | 25  | 18  | 15  | 12  | 10  | 8   | 6   | 4   | 2   | 1    | 1    | 1           |
| -------- | --- | --- | --- | --- | --- | --- | --- | --- | --- | ---- | ---- | ----------- |

## Monoposto
La monoposto è stata costruita da Signatech, con il telaio e la cellula di sopravvivenza in fibra di carbonio. Il motore Renault K4MRS da 1600 cc produceva circa 140 CV. La trasmissione aveva cinque velocità in avanti con meccanismo di spostamento sequenziale.
Dalla stagione 2018, il campionato ha adottato le normative FIA della Formula 4, con telaio Mygale M14-F4 e motori Renault 2.0L.
Kumho è il fornitore di pneumatici per il campionato francese di F4.

## Circuiti

### Tabella circuiti F4 (dal 2011)
| Circuito                              | Presenze | Stagioni di utilizzo                      |
| ------------------------------------- | -------- | ----------------------------------------- |
| Circuito Paul Ricard                  | 15       | 2011-presente                             |
| Circuito di Nevers Magny-Cours        | 13       | 2012-presente                             |
| Circuito di Pau                       | 11       | 2011–2019, 2022–2023                      |
| Circuito di Paul Armaganc             | 10       | 2011, 2014, 2017–presente                 |
| Circuito di Lédenon                   | 9        | 2011–2013, 2015–2016, 2019, 2021–presente |
| Circuito di Spa-Francorchamps         | 8        | 2011, 2013, 2017–2020, 2022–presente      |
| Circuito Bugatti                      | 5        | 2012–2016                                 |
| Circuito di Val de Vienne             | 4        | 2011–2014                                 |
| Hungaroring                           | 3        | 2015, 2019, 2021                          |
| Circuito di Navarra                   | 3        | 2012, 2015                                |
| Circuito di Jerez de la Frontera      | 3        | 2014, 2018                                |
| Circuito di Barcellona                | 3        | 2016–2017                                 |
| Monza                                 | 2        | 2017, 2021                                |
| Circuito di Digione                   | 2        | 2018, 2024                                |
| Circuito di Valencia                  | 1        | 2022                                      |
| Misano World Circuit Marco Simoncelli | 1        | 2023                                      |
| Circuito di Zandvoort                 | 1        | 2020                                      |

## Albo d'oro

### Prima del campionato francese di Formula 4
| Stagione                          | Campione                          |
| Formula Campus by Renault and Elf | Formula Campus by Renault and Elf |
| --------------------------------- | --------------------------------- |
| 1993                              | Sébastien Philippe                |
| 1994                              | Franck Montagny                   |
| 1995                              | Renaud Malinconi                  |
| 1996                              | Philippe Bénoliel                 |
| 1997                              | Marcel Costa                      |
| 1998                              | Westley Barber                    |
| 1999                              | Adam Jones                        |
| 2000                              | Stéphane Morat                    |
| 2001                              | Bruce Lorgeré-Roux                |
| 2002                              | Loïc Duval                        |
| 2003                              | Laurent Groppi                    |
| 2004                              | Jacky Ferré                       |
| 2005                              | Jean Karl Vernay                  |
| 2006                              | Kévin Estre                       |
| 2007                              | Jean-Éric Vergne                  |
| Formul'Academy Euro Series        |                                   |
| 2008                              | Arthur Pic                        |
| 2009                              | Benjamin Bailly                   |
| F4 Eurocup 1.6                    |                                   |
| 2010                              | Stoffel Vandoorne                 |

### French F4 Championship
| Stagione | Campione           |
| -------- | ------------------ |
| 2011     | Matthieu Vaxivière |
| 2012     | Alexandre Baron    |
| 2013     | Anthoine Hubert    |
| 2014     | Lasse Sørensen     |
| 2015     | Valentin Moineault |
| 2016     | Ye Yifei           |
| 2017     | Arthur Rougier     |

### Campionato francese di Formula 4
Dal 2018 la serie segue i regolamenti FIA Formula 4
| Stagione | Campione          |
| -------- | ----------------- |
| 2018     | Caio Collet       |
| 2019     | Hadrien David     |
| 2020     | Ayumu Iwasa       |
| 2021     | Esteban Masson    |
| 2022     | Alessandro Giusti |
| 2023     | Evan Giltaire     |